# Myosotis ergakensis
Myosotis ergakensis är en strävbladig växtart som beskrevs av Stepanov. Myosotis ergakensis ingår i släktet förgätmigejer, och familjen strävbladiga växter. Inga underarter finns listade i Catalogue of Life.